# L'Homme de Londres
Pour les articles homonymes, voir L'Homme de Londres (homonymie).
L'Homme de Londres est un roman policier de Georges Simenon paru en 1934 aux Éditions Fayard avec pour l'édition originale une jaquette dessinée par Bernard Bécan.
Ce roman a été écrit à La Richardière, Marsilly (Charente-Maritime) et à Dieppe (Seine-Maritime) en octobre 1933. Il fait partie de la série des « romans durs » de son auteur.

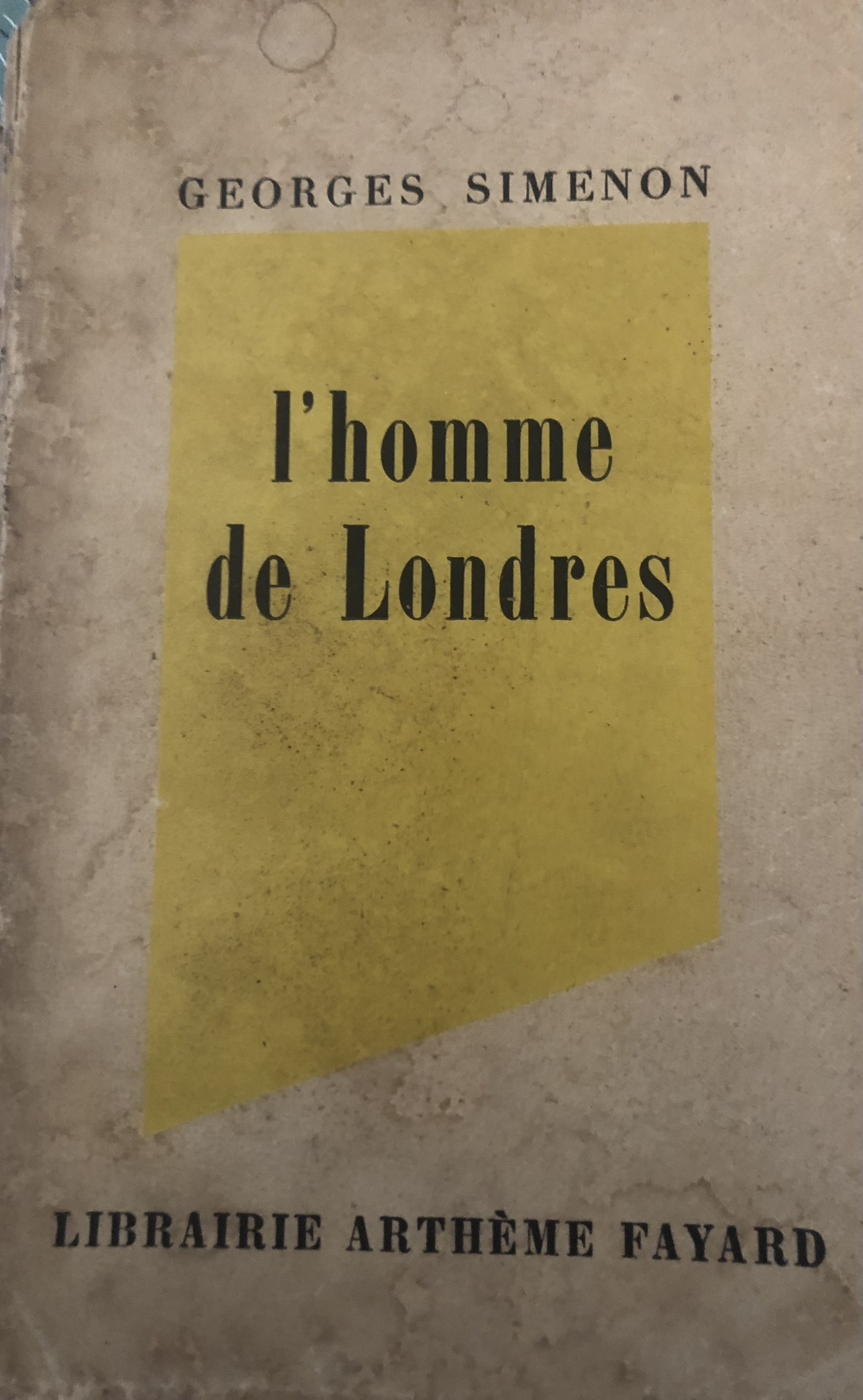
Edition 1934 de l'Homme de Londres

## Résumé
Une nuit, à Dieppe, à l'arrivée du bateau de Newhaven, Teddy Baster est assommé par Pitt Brown et coule à pic dans l'eau du port en entraînant avec lui une valise. Louis Maloin, qui a tout vu de sa cabine d'aiguilleur, la récupère en secret. Ainsi, sans trop comprendre, il se trouve en possession d'une fortune : le produit du vol que Pitt Brown vient de commettre à Londres au préjudice de Harold Mitchel, le directeur du « Palladium » où il est engagé. 
Pitt Brown se doute que Louis Maloin a été témoin du meurtre et Louis Maloin devine que Pitt Brown est au courant de son geste. Ainsi naît peu à peu une sympathie muette entre les deux hommes qui s'épient. Mais de nouveaux événements surviennent bientôt : Pitt Brown doit se terrer dans la ville à cause de l'arrivée de l'inspecteur Molisson qu'accompagne Harold Mitchel, venu sur place avec sa fille Eva. 
Pendant ce temps, Louis Maloin, enivré par la possession des livres sterling, cède à quelques caprices en se livrant à divers achats dont il fait surtout profiter sa fille Henriette. Lui qui, dans sa famille, menait sa petite vie routinière avec obéissance, se sent peu à peu, grâce à cet argent, devenir un autre homme, autoritaire, entêté. Mais sa puissance lui pèse en raison de son lourd secret. 
Or, sa fille découvre, dans la cabane qui abrite leur doris, Brown, que l'on recherche activement ; elle l'y enferme. Au bout de quelques jours, Louis Maloin se résout à apporter de la nourriture à l'Anglais. Mais, agressé par lui, il le tue à coups de crochet. Ensuite, il rapporte à Molisson l'argent volé et s'accuse du meurtre. Personne ne comprend sa détermination et son sang-froid. Personne non plus ne peut deviner qu'à présent que tout est fini, plus rien ne lui importe. Ni l'effroi des siens, ni le jugement de la Justice. Il sera condamné à cinq ans de prison.

## Fiche signalétique du roman

### Cadre spatio-temporel
Dieppe. Époque contemporaine

### Personnages
- Louis Maloin, ancien marin, aiguilleur à la gare maritime de Dieppe. Marié, deux enfants, une jeune fille, un garçon. Âge mûr
- Pitt Brown (l'homme de Londres), surnommé « Le malchanceux », ancien clown, voleur sans envergure
- Harold Mitchel, directeur de music-hall à Londres, et sa fille Eva
- Molisson, inspecteur de police anglais

### Aspects particuliers du roman
Récit fait le plus souvent du point de vue de Louis Maloin ou d'un autre personnage, mais jamais de celui de Pitt Brown

## Éditions
- Prépublication en feuilleton dans le quotidien Le Journal du 18 décembre 1933 au 9 janvier 1934
- Édition originale : Fayard, 1934
- Tout Simenon, tome 18, Omnibus, 2003  (ISBN 978-2-258-06103-3)
- Livre de Poche n° 14305, 2004  (ISBN 978-2-253-14305-5)
- Romans durs, tome 1, Omnibus, 2012  (ISBN 978-2-258-09355-3)
- Romans durs, tome 1, Omnibus, 2023  (ISBN 978-2-258-20258-0)

## Adaptations

### Au cinéma
- 1943 : L'Homme de Londres, film français réalisé par Henri Decoin, dialogues de Charles Exbrayat, avec Fernand Ledoux
- 1948 : Le Port de la tentation (Temptation Harbour), film britannique réalisé par Lance Comfort, avec Robert Newton
- 2007 : L'Homme de Londres (A Londoni férfi), film hongrois réalisé par Béla Tarr, avec Miroslav Krobot

### À la télévision
- 1988 : L'Homme de Londres, épisode 9 de la série télévisée française L'Heure Simenon, réalisé par Jan Keja

## Influence
Ce roman a inspiré à l'écrivain québécois Jean Filiatrault son roman policier psychologique intitulé L'argent est odeur de nuit.

## Source
- Maurice Piron, Michel Lemoine, L'Univers de Simenon, guide des romans et nouvelles (1931-1972) de Georges Simenon, Presses de la Cité, 1983, p. 38-39  (ISBN 978-2-258-01152-6)